# Phyllognathopus volcanicus
Phyllognathopus volcanicus is een eenoogkreeftjessoort uit de familie van de Phyllognathopodidae. De wetenschappelijke naam van de soort is voor het eerst geldig gepubliceerd in 1969 door Barclay.